# 小野竜智
小野 竜智（おの たつとも、1983年10月16日 - ）は、東京都出身の元バスケットボール選手。

## 来歴
立教新座高校から中央大学を経て、日立に入社。
2009年引退。

## 経歴
- 立教新座高校 - 中央大学 - 日立サンロッカーズ（2005年〜2009年）